# 연청로
연청로(Yeoncheong-ro)은 대한민국의 세종특별자치시 나성동에서 시작하여, 충청북도 청주시 남이면을 거쳐 연결하는 도로이다.

## 역사
- 2009년 12월 10일 : 2개 이상 시·도에 걸쳐 있는 도로로 연청로를 고시[1]

## 노선 경로
| 이름                   | 접속 노선                          | 소재지          | 소재지                                 | 비고                         |
| 수목원로와 직결        | 수목원로와 직결                    | 수목원로와 직결 | 수목원로와 직결                        | 수목원로와 직결              |
| ---------------------- | ---------------------------------- | --------------- | -------------------------------------- | ---------------------------- |
| 새터 교차로            | 월산황골길                         | 세종특별자치시  | 나성동                                 |                              |
| 월산 교차로            | 월산공단로                         | 세종특별자치시  | 나성동                                 |                              |
| 월산교                 |                                    | 세종특별자치시  | 나성동                                 |                              |
| 합강 교차로            | 한누리대로                         | 세종특별자치시  | 반곡동                                 |                              |
| (교차로 이름 미상)     | 국가지원지방도 제96호선 (행복대로) | 세종특별자치시  | 반곡동                                 |                              |
| 명학 교차로 (명학IC교) | 명학산단로                         | 세종특별자치시  | 연동면                                 | 국가지원지방도 제96호선 구간 |
| 명학교                 |                                    | 세종특별자치시  | 연동면                                 | 국가지원지방도 제96호선 구간 |
| 응암 교차로            | 응암2길                            | 세종특별자치시  | 연동면                                 | 국가지원지방도 제96호선 구간 |
| 응암교 응암1교         |                                    | 세종특별자치시  | 연동면                                 | 국가지원지방도 제96호선 구간 |
| 백천교                 |                                    | 세종특별자치시  | 연동면                                 | 국가지원지방도 제96호선 구간 |
|                        | 부강면                             | 세종특별자치시  |                                        | 국가지원지방도 제96호선 구간 |
| 갈산 교차로 (갈산교)   | 세종청주로 갈산산수로              | 세종특별자치시  |                                        | 국가지원지방도 제96호선 구간 |
| 부강 교차로 (갈산2교)  | 부강행산로                         | 세종특별자치시  |                                        | 국가지원지방도 제96호선 구간 |
| 부강터널               |                                    | 세종특별자치시  | 국가지원지방도 제96호선 구간 연장 450m |                              |
| 문곡 교차로            | 부강외천로 문곡구절구길            | 세종특별자치시  | 국가지원지방도 제96호선 구간           |                              |
| 외천 교차로            | 부강외천로 시목외천로              | 청주시          | 국가지원지방도 제96호선 구간           | 서원구 남이면                |
| 남청주 나들목          | 1호선 경부고속도로                 | 청주시          | 국가지원지방도 제96호선 구간           | 서원구 남이면                |
| 외천삼거리             | 국도 제17호선 (청남로)             | 청주시          | 국가지원지방도 제96호선 구간           | 서원구 남이면                |

## 주요 건물 및 시설
- 알뜰주유소 (연청로 1288-7/부용외천리 905-4)

## 관할 구역
- 세종특별자치시
- 충청북도
  - 청주시